# Hundträsket (Arvidsjaurs socken, Lappland, 727864-165800)
Hundträsket är en sjö i Arvidsjaurs kommun i Lappland och ingår i Byskeälvens huvudavrinningsområde. Sjön har en area på 0,158 kvadratkilometer och ligger 380 meter över havet.

## Delavrinningsområde
Hundträsket ingår i det delavrinningsområde (727763-165838) som SMHI kallar för Utloppet av Hundträsket. Medelhöjden är 399 meter över havet och ytan är 2,39 kvadratkilometer. Det finns inga avrinningsområden uppströms utan avrinningsområdet är högsta punkten. Vattendraget som avvattnar avrinningsområdet har biflödesordning 2, vilket innebär att vattnet flödar genom totalt 2 vattendrag innan det når havet efter 145 kilometer. Avrinningsområdet består mestadels av skog (90 procent). Avrinningsområdet har 0,21 kvadratkilometer vattenytor vilket ger det en sjöprocent på 8,7 procent.